# Červenica pri Sabinove
Červenica pri Sabinove (in tedesco Tscherwenitz in der Scharosch [Etzenhau], in ungherese Vörösalma) è un comune della Slovacchia facente parte del distretto di Sabinov, nella regione di Prešov.

## Storia
Citata per la prima volta nel 1278 con il nome di Weresalma come possesso dei nobili Abó/Abov, nel 1296 passò ai feudatari locali Berzeviczy. Successivamente appartenne ai nobili del luogo Tárczay, ai frati agostiniani di Šariš, ai Desseffwy e poi ai Péchy. Nel XIX secolo appartenne ai nobili Szirmay.